# Серра-да-Эштрела (природный парк)
Природный парк Серра-да-Эштрела (порт. Parque Natural da Serra da Estrela) — самая большая по территории природоохранная зона Португалии, площадью около 1000 км². Парк расположен в горах Серра-да-Эштрела и включает саму высокую часть хребта с горой Торре, самой высокой точкой континентальной Португалии. Более половины территории парка расположено на высоте более 700 метров над уровнем моря. В парке находятся истоки рек Мондегу, Зезере и Алва.

## География и геология
Центральное плато массива Серра-да-Эштрела и долина Зезере используются главным образом для выращивания зерновых и для пастбищного животноводства. Для долин в юго-западной части парка, где находятся деревни Лорига и Альвоко, характерны горные склоны и спускающиеся вниз террасы. Северо-западные склоны спускаются к городу Сейя, вокруг которого расположены кукурузные поля и виноградники.
Ландшафты парка сформировались в период последнего оледенения, когда отступающий ледник оставил подковообразные долины, сглаженные формы рельефа, а также ледниковые озёра.

## Фауна и флора
Из млекопитающих в парке встречаются выдра, генеты, барсук и дикая кошка. Иногда заходят волки.
Растительность парка подчиняется высотной поясности и расположена в трёх поясах. Ниже 900 м расположены широколиственные леса, между 900 и 1600 м — дубовые леса, выше 1600 м —  можжевельник и луга.

## История и экономика
Деревни, расположенные на территории парка, находятся в долинах и были основаны ещё в Средние века. В парке сохранились также и следы более ранних культур, в частности, остатки римской дороги, которая соединяла Мериду и Брагу. При арабах здесь появились фруктовые сады, также арабское влияние прослеживается в системе ирригации.
В парке развито сельское хозяйство, главным образом пастбищное животноводство (козы и овцы), производится традиционный сорт сыра Серра-да-Эштрела. Развиты также традиционные ремёсла, такие как плетение корзин, ткачество и вышивка.